# Europa. Best Belangrijk.

Onder de naam Europa. Best Belangrijk. ging maart 2004 in Nederland een publiekscampagne, geïnitieerd door het ministerie van Buitenlandse Zaken, van start. Deze meerjarige campagne had als doel de Nederlandse burger bewust te maken van het belang van de Europese Unie (EU). De campagne liep tot 2006.
De campagne haakte aan bij de activiteiten rond de EU-verkiezingen op 10 juni 2004, bij de toetreding van nieuwe lidstaten per 1 mei 2004, en bij het Nederlands voorzitterschap van de EU in de tweede helft van 2004.
In 2004 is met de totale campagne ruim twee miljoen euro gemoeid, en in 2005 en 2006 nog eens circa € 1,2 miljoen per jaar.
Op 22 januari 2004 werd de naam van de campagne, Europa. Best Belangrijk., onthuld door staatssecretaris Nicolaï. De campagne, en met name de slogan, werd kritisch ontvangen. Zowel politici als communicatie-experts waren kritisch; de slogan was ‘slap’ en ‘ambtelijk’.
De campagne werd ontworpen en gemaakt door een consortium onder leiding van het bureau Elias Communicatie (Ton Elias) met onder anderen Robbert Baruch.
In september 2005 stopte het ministerie van Buitenlandse Zaken met de campagne. Drie maanden eerder, op 1 juni 2005, had circa 61 procent van de Nederlandse kiezers zich tegen de Europese Grondwet uitgesproken in een referendum (opkomst circa 63 procent). Volgens het ministerie van Buitenlandse Zaken was het 'nee' tegen de Europese grondwet een extra reden om de campagne te evalueren en stop te zetten.